# Celtis zenkeri
Celtis zenkeri là một loài thực vật có hoa trong họ Cannabaceae. Loài này được Engl. mô tả khoa học đầu tiên năm 1902.